# Кунигунда фон Близкастел
Кунигунда фон Близкастел (на немски: Kunigunde von Blieskastel; † 1265) е графиня от Близкастел и чрез женитба графиня на Марк.
Тя е най-голямата от шестте дъщери на граф Хайнрих фон Близкастел († 1237) и съпругата му графиня Агнес фон Сайн († 1266), наследничка на брат си Хайнрих III фон Сайн († 1247), дъщеря на граф Хайнрих II фон Сайн-Зафенберг († 1203) и Агнес фон Зафенберг († 1201).

## Фамилия
Кунигунда фон Близкастел се омъжва пр. 1 май 1251 г. за граф Енгелберт I фон Марк († 1277), син на граф Адолф I фон Марк († 1249) и втората му съпруга Ирмгард фон Гелдерн († сл. 1230). Те имат децата:
- Агнес († сл. 9 юни 1258), омъжена за граф Хайнрих фон Берг-Виндек († вер. 1298)
- София († 1302), омъжена пр. 6 декември 1264 г. за граф Лудвиг II фон Цигенхайн († сл. 1289)
- Рихардис/Рикарда (* пр. 1258; † сл. 1286, омъжена пр. 1 май 1251 г. за граф Ото III фон Текленбург-Бентхайм († 1285)
- Еберхард I фон Марк (* ок. 1252; † 4 юли 1308), граф на Марк (1277 – 1308), женен I. ок. 29 януари 1273 г. за графиня Ирмгард фон Берг († 24 март 1294), II. за Мария фон Лоон (* ок. 1275)
- Юта фон Марк, омъжена I. за фон Хомбург, II. пр. 6 декември 1264 г. за Готфрид I фон Сайн

Граф Енгелберт I фон Марк се жени втори път 1265 г. за Елизабет фон Хайнсберг-Фалкенбург († сл. 1277).